# Бекаси (Индонезия)
Бекаси (на индонезийски: Bekasi) е град в Индонезия. Населението му е 2 334 871 жители (2010 г.) – 4-ти по население в страната. Има площ от 210,49 кв. км. Разделен е на 12 района. Телефонният му код е +62 21. Големи фирми като Хонда, Конвърс и Самсунг имат фабрики в града.